# Desande
Desande war ein niederländischer Hersteller von Automobilen.

## Unternehmensgeschichte
Das Unternehmen aus Hulst begann 1979 mit der Produktion von Automobilen. 1984 endete die Produktion.

## Fahrzeuge

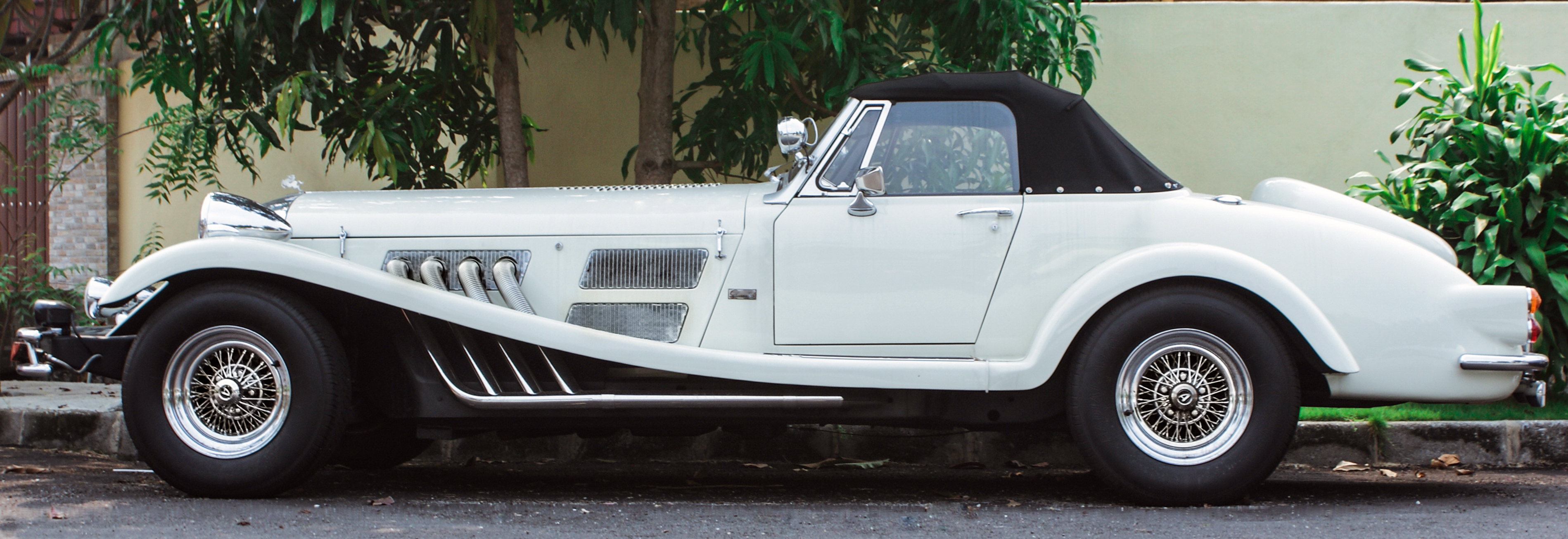
1981 Desande Roadster

Anfänglich wurde das Fahrgestell des Ford LTD II bzw. des baugleichen Ford Thunderbird mit einer Länge von 2944 mm sowie Motor, Getriebe und Kraftübertragung von Ford verwendet. Zur Wahl standen V8-Motoren mit 5000 cm³ und 5800 cm³ Hubraum. Später kamen Fahrgestelle vom Chevrolet Impala sowie V8-Motoren von General Motors mit 5000 cm³ Hubraum zum Einsatz, nachher wurde die Version mit 5700 cm³ Hubraum eingebaut. Die Fahrzeuge waren im Stil der 1930er Jahre gehalten. Das Londoner Unternehmen Grand Prix Metalcraft fertigte die Aluminiumkarosserie. Der Innenraum war luxuriös ausgestattet mit elektrisch verstellbaren Ledersitzen, Klimaanlage und einem hölzernen Armaturenbrett.